# Kościół św. Mikołaja w Sławkowie
Kościół św. Mikołaja, zwany potocznie kościołem sławkowskim – jeden z zabytków miasta Sławkowa (województwo śląskie), kościół dekanalny.

## Historia
Data powstania kościoła, wiązana z fundacją bpa krakowskiego Pełki (1204), obecnie odrzucana, dotyczy być może wcześniejszego kościoła. Obecny kościół został zbudowany między latami 1255-1265 w stylu przejściowym między romańskim a gotyckim. Fundatorem kościoła przypuszczalnie był biskup Jan Prandota, co potwierdzają też nawiązania prezbiterium kościoła do świątyń zakonu dominikanów. Z tego okresu zachowało się ceglane prezbiterium. Na tylnej fasadzie znajdują się ozdobne pasy z cegieł a w górnej części ściany cegły ułożone są na ukos, tworząc fryz arkadowy. Fryz znajdujący się na prezbiterium jest bardzo podobny do fryzu na romańskim kościele Dominikanów w Sandomierzu. Prezbiterium zamyka pojedyncza, prosta ściana, co było charakterystyczne dla gotyckich świątyń wznoszonych przez zakony żebracze: franciszkanów i dominikanów.

## Architektura
W środku prezbiterium znajduje się sklepienie krzyżowo-żebrowe. Malowidła ścienne znajdujące się w nawie głównej pozwalają na datowanie jej na 1 połowę XIV wieku.
Spośród zabytków sepulkarnych uwagę zwraca:
- renesansowa kamienna płyta nagrobna starosty sławkowskiego Sebastiana Nyskowskiego (zm. 1603), przedstawiająca postać mężczyzny zakutego w zbroję
- marmurowa płyta epitafijna dedykowana proboszczowi sławkowskiemu Franciszkowi Miernickiemu (zm. 1839)[3].
- trzy ołtarze oraz pomnik przyścienny Kajetana Sołtyka wykonane zostały przez Wojciecha Rojowskiego.

## Galeria

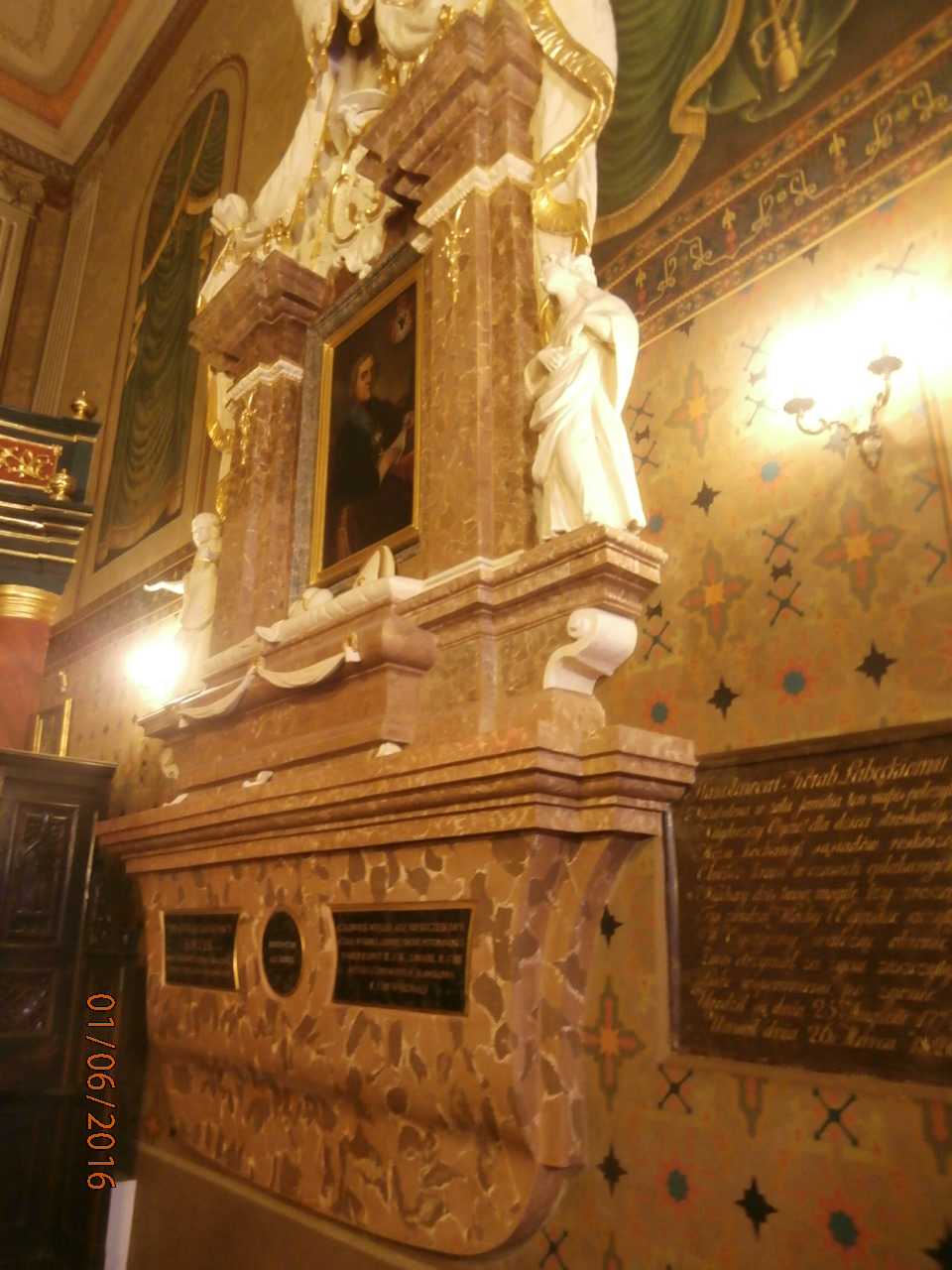
Epitafium Kajetana Sołtyka
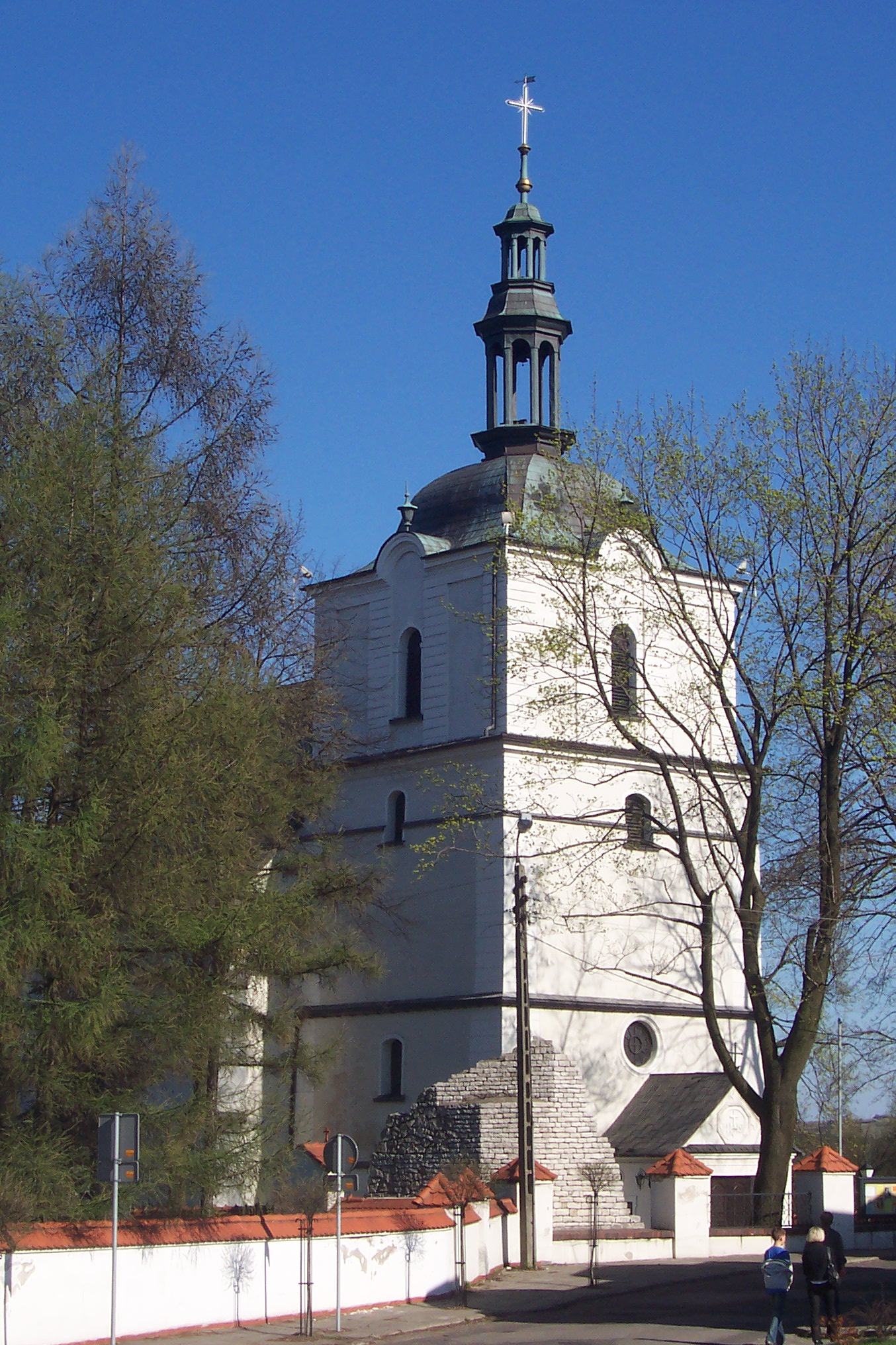

## Przyroda
Na strychu kościoła znajduje się największa w Polsce (licząca ok. 500 sztuk) kolonia rozrodcza nocka orzęsionego. Zlokalizowany tam został specjalny obszar ochrony siedlisk sieci Natura 2000 "Kościół w Sławkowie". Obszar obejmuje powierzchnię 1,45 ha. Teren  wyznaczony został w celu zabezpieczenia  populacji zagrożonego wymarciem nocka orzęsionego Myotis emarginatus.